# Strašínský klen u kostela
Strašínský klen u kostela je památný strom jihozápadně od obce Strašín. Javor klen (Acer pseudoplatanus L.) roste v nadmořské výšce 600 m v lesním porostu u Kostela Narození Panny Marie, cca 10 m od jeho zdi. Jde o perspektivní strom, středního stáří, ve velmi dobrém zdravotním stavu, obvod kmene je 330 cm (měřeno 2011). Javor je chráněn od 15. listopadu 2013 jako krajinná dominanta, významný svým vzrůstem.